# Куртіс Едвардс
Куртіс Едвардс (англ. Curtis Edwards, нар. 12 січня 1994, Мідлсбро) — англійський футболіст, півзахисник шведського клубу «Юргорден».
Чемпіон Швеції. Володар Кубка Швеції. 

## Ігрова кар'єра
Народився 12 січня 1994 року в місті Мідлсбро. Вихованець юнацьких команд футбольних клубів «Торнабі» і «Мідлсбро».
У дорослому футболі дебютував 2013 року виступами за команду «Дарлінгтон». Згодом грав у нижчих англійських лігах за «Торнабі» і «Спеннімур Таун», а також за команду «Юттергогдаль» з п'ятого футбольного дивізіону Швеції.
Там англійця помітили тренери представника найвищого шведського дивізіону «Естерсунда», до якого Едвардс перейшов 2016 року. Відразу став гравцем основного складу і допоміг команді здобути Кубок країни 2016/17.
Влітку 2019 року на правах вільного агента перейшов до лав «Юргордена». Того ж року став у складі своєї нової команди чемпіоном Швеції.

## Титули і досягнення
- Чемпіон Швеції (1):

«Юргорден»: 2019
- Володар Кубка Швеції (1):

«Естерсунд»: 2016-2017